# Prorivula
Prorivula là một chi bướm đêm thuộc họ Erebidae.